# Gran Premio di Russia 2014
Il Gran Premio di Russia 2014 è stata la sedicesima prova della stagione 2014 del campionato mondiale di Formula 1. La gara, disputatasi domenica 12 ottobre 2014 sul circuito di Soči, è stata vinta da Lewis Hamilton su Mercedes, al suo trentunesimo successo nel mondiale. Hamilton ha preceduto sul traguardo il suo compagno di squadra, Nico Rosberg e Valtteri Bottas su Williams-Mercedes.
Con questi risultati la Mercedes ha ottenuto la certezza matematica della vittoria del suo primo titolo mondiale costruttori. Questo gran premio segna anche l'ultima gara in F1 per Max Chilton.
Gli organizzatori del gran premio sono stati premiati dalla FOM col Race Promoters' Trophy per il 2014, quale gara meglio organizzata nella stagione.

## Vigilia

### Sviluppi futuri
La Lotus annuncia che dalla stagione 2015 utilizzerà la power unit fornita dalla Mercedes. La scuderia britannica abbandonerà anche la Total quale fornitore dei lubrificanti, per adottare quelli della Petronas.

### Analisi per il campionato costruttori
La Mercedes arriva a Soči con 190 punti di vantaggio sulla Red Bull. Se la scuderia tedesca finirà la gara con 172, o più, punti di vantaggio sulla scuderia austriaca vincerà il Mondiale costruttori.

### Aspetti tecnici
Per questa gara la Pirelli, fornitrice unica degli pneumatici, porta gomme di mescola "morbida" e di mescola "media".
La FIA stabilisce due zone di utilizzo del DRS: la prima nel rettilineo fra curva 1 e curva 2, la seconda fra curva 12 e 13; inoltre, sono stati stabiliti i tre settori del circuito: il primo termina in uscita di curva 5, il secondo coincide con la fine della seconda zona DRS (curva 13) e il terzo, ovviamente, fino alla linea del traguardo.

### Aspetti sportivi
Il Gran Premio di Russia si disputò in due sole occasioni, nel 1913 e nel 1914, per poi non essere mai più riproposto. L'Unione Sovietica ospitò comunque, tra il 1960 e il 1976, un campionato automobilistico, definito di Formula 1, al quale, in effetti, partecipavano vetture di diverse categorie motoristiche, tanto da poterlo inquadrare come un campionato di Formula Libre.
Dopo alcuni tentativi non andati a buon fine di effettuare una gara del campionato mondiale di F1 in Unione Sovietica nei primi anni ottanta, la gara entra nel calendario iridato, con un Gran Premio da disputarsi a Soči, località sulle sponde del Mar Nero. Viene utilizzato un circuito stradale semipermanente di quasi 6 km, costruito intorno al Parco olimpico, dove si sono tenuti i Giochi olimpici invernali 2014. Il Comitato Olimpico Internazionale aveva avvertito che avrebbe cercato di convincere gli organizzatori a posticipare la corsa al 2015, se si fossero riscontrate interferenze tra la costruzione del circuito e i preparativi per Giochi olimpici invernali.
La tenuta della gara era stata messa in dubbio per lo stato arretrato dei lavori di costruzione dell'impianto, ma il tracciato ha ottenuto il via libera definitivo per ospitare la gara il 20 agosto, dopo che il delegato della Federazione Internazionale dell'Automobile, Charlie Whiting, ha espresso parere favorevole. Il circuito è stato inaugurato da Sebastian Vettel, campione del mondo di F1 in carica, a fine agosto, a bordo di una vettura stradale.
L'ex pilota di Formula 1 Danny Sullivan è nominato commissario aggiunto per il Gran Premio. Lo statunitense ha già svolto spesso tale funzione in passato, l'ultima volta nel Gran Premio di Spagna.
Il pilota della Lotus Pastor Maldonado, è incorso in una penalità di dieci posizioni sulla griglia di partenza nel precedente Gran Premio del Giappone, per aver utilizzato il sesto motore della stagione. Tuttavia, essendosi qualificato diciassettesimo, non ha potuto scontare pienamente la penalizzazione, venendo retrocesso in ventiduesima, e ultima posizione. Per tale ragione, in accordo con le nuove norme introdotte a inizio stagione, egli perderà le cinque posizioni che restano, nel Gran Premio di Russia.
Il pilota della Marussia Jules Bianchi, ferito gravemente durante il precedente Gran Premio, resta ricoverato presso l'ospedale di Yokkaichi. I piloti della F1 appongono sul loro casco degli adesivi in solidarietà col loro collega. La sua scuderia, pur avendo indicato l'utilizzo della riserva Alexander Rossi, decide di schierare solo la vettura di Max Chilton. Sono così solo 21 le monoposto iscritte alla gara: un numero così basso non si registrava dal Gran Premio di Abu Dhabi 2009 (all'epoca 20).
Alla Sauber il russo Sergej Sirotkin (che ha fatto così il suo esordio durante un fine settimana del mondiale di F1) ha preso il posto di Esteban Gutiérrez nel corso delle prime prove libere del venerdì, così come lo spagnolo Roberto Merhi ha sostituito Kamui Kobayashi alla Caterham.

### Problemi politici
A seguito della crisi politica russo-ucraina, e l'abbattimento del volo Malaysia Airlines 17, avvenuto in Ucraina nei pressi della località di Hrabove, nell'oblast' di Donec'k, in un'area teatro di combattimenti tra forze governative ucraine e separatisti filo-russi, circa 50 chilometri a ovest del confine con la Russia, alcuni esponenti politici, tra cui Ari Vatanen, ex campione di rally ed ex europarlamentare, chiedono il boicottaggio della gara. La televisione tedesca RTL Television, che propone la diretta della F1 nel proprio Paese, ha affermato di aver resistito agli appelli affinché non trasmettesse la gara.
Era stata anche avanzata l'ipotesi che la gara potesse essere cancellata, stante la difficile situazione politica, e sostituita con un Gran Premio da disputarsi a Baku.
Bernie Ecclestone ha invece sempre sostenuto l'assenza di dubbi in merito della tenuta della gara, e rimarcato la distanza della F1 da questioni politiche. Anche la sussistenza di misure di embargo decise da Unione Europea e Stati Uniti d'America nei confronti della Russia, non ha effetti sulla gara, come affermato da Dmitrij Kozak, vice primo ministro russo. Le minacce di boicottaggio hanno comunque frenato le richieste di biglietti dall'estero.

## Prove

### Resoconto
Nico Rosberg ottiene il miglior tempo nella prima sessione. Il tedesco precede di pochi millesimi il compagno di team Lewis Hamilton: il britannico ha subito una vibrazione all'impianto frenante che lo ha costretto a lungo ai box; Jenson Button chiude terzo, staccato di due decimi da Rosberg. Kimi Räikkönen ha subito un problema all'impianto frenante, e Valtteri Bottas ha potuto compiere solo nove giri, sempre per un problema tecnico alla sua Williams.
Per la seconda sessione le condizioni del tracciato sono molto migliorate, tanto che Lewis Hamilton ha potuto far segnare il giro più veloce, con un tempo al di sotto del minuto e quaranta. Il britannico ha preceduto Kevin Magnussen di oltre otto decimi. Al terzo posto si è classificato Fernando Alonso, capace di sopravanzare l'altro pilota della Mercedes, Nico Rosberg. Sono terminate più dietro le Williams, che mostrano però un miglior passo di gara. Kimi Räikkönen è stato nuovamente penalizzato da dei problemi tecnici, dopo quelli subiti in mattinata, all'impianto frenante.
La sessione è stata interrotta a pochi minuti dal termine per l'arresto in pista della vettura di Daniel Ricciardo, causata da un guasto al propulsore. L'australiano non subirà però penalizzazioni in griglia, in quanto stava utilizzando un vecchio motore, già cambiato nel corso della stagione.
Nico Hülkenberg è stato penalizzato con la perdita di 5 posizioni sulla griglia di partenza, per aver dovuto sostituire il cambio prima delle sei gare previste dal regolamento con lo stesso dispositivo, al termine della seconda sessione di prove libere.
Dopo la prima giornata di prove la direzione di gara apporta delle modifiche al tracciato. Viene modificato il cordolo alla curva 2, al fine di evitare che i piloti possano tagliare il percorso passando all'interno della curva stessa, e viene ridotta la velocità massima di percorrenza nella corsia di box, diminuita a 60 km/h.
Anche al sabato la pista continua a migliorare. La Mercedes continua a dominare la graduatoria dei tempi: il più rapido è, nell'ultima sessione, Lewis Hamilton, che precede di circa tre decimi il compagno di team Nico Rosberg. Hamilton chiude con un tempo inferiore all'1 e 39. Terzo si è classificato Valtteri Bottas, mentre il primo dei piloti che non utilizzano vetture a motore Mercedes è Daniel Ricciardo, che ha chiuso col quarto tempo. Kevin Magnussen ha dovuto interrompere la sessione dopo soli venti minuti per una rottura del cambio, mentre Pastor Maldonado è stato penalizzato per un problema all'ERS.
Al termine della sessione Magnussen, dovendo sostituire il cambio, è stato penalizzato dai commissari con la perdita di 5 posizioni sulla griglia di partenza. Stessa penalizzazione è stata inflitta anche a Max Chilton.

### Risultati
Nella prima sessione del venerdì si è avuta questa situazione:
| Pos | Nº | Pilota         | Costruttore      | Tempo    | Gap    | Giri |
| --- | -- | -------------- | ---------------- | -------- | ------ | ---- |
| 1   | 6  | Nico Rosberg   | Mercedes         | 1'42"311 |        | 29   |
| 2   | 44 | Lewis Hamilton | Mercedes         | 1'42"376 | +0"065 | 25   |
| 3   | 22 | Jenson Button  | McLaren-Mercedes | 1'42"507 | +0"196 | 28   |

Nella seconda sessione del venerdì si è avuta questa situazione:
| Pos | Nº | Pilota          | Costruttore      | Tempo    | Gap    | Giri |
| --- | -- | --------------- | ---------------- | -------- | ------ | ---- |
| 1   | 44 | Lewis Hamilton  | Mercedes         | 1'39"630 |        | 27   |
| 2   | 20 | Kevin Magnussen | McLaren-Mercedes | 1'40"494 | +0"864 | 32   |
| 3   | 14 | Fernando Alonso | Ferrari          | 1'40"504 | +0"874 | 32   |

Nella sessione del sabato si è avuta questa situazione:
| Pos | Nº | Pilota          | Costruttore       | Tempo    | Gap    | Giri |
| --- | -- | --------------- | ----------------- | -------- | ------ | ---- |
| 1   | 44 | Lewis Hamilton  | Mercedes          | 1'38"726 |        | 15   |
| 2   | 6  | Nico Rosberg    | Mercedes          | 1'39"016 | +0"290 | 25   |
| 3   | 77 | Valtteri Bottas | Williams-Mercedes | 1'39"097 | +0"371 | 20   |

## Qualifiche

### Resoconto
Nella prima fase Lewis Hamilton coglie ancora il miglior rilevamento cronometrico, precedendo Nico Rosberg e Valtteri Bottas. Button, che chiude quinto, si qualifica utilizzando gomme medie. Tra gli eliminati c'è anche Felipe Massa, penalizzato da un problema di pescaggio della benzina. Gli altri piloti che non entrano nella seconda fase sono i due della Caterham, Max Chilton e Pastor Maldonado.
Il duo della Mercedes si conferma il più rapido anche nella seconda fase. In questa parte delle qualifiche viene eliminato il campione del mondo in carica Sebastian Vettel, che pur montando gomme soft, chiude con l'undicesimo tempo, preceduto da Jean-Éric Vergne di poco più di un decimo. Oltre al tedesco vengono eliminati i due della Force India, i due della Sauber e Romain Grosjean.
Nella fase decisiva si pone in testa Nico Rosberg, seguito da Valtteri Bottas e Jenson Button, che sono gli unici, col primo tentativo, ad avvicinarsi al tedesco. A metà sessione si pone al comando Lewis Hamilton, che conquista così la trentottesima pole position nel mondiale di F1. Rosberg completa la prima fila, mentre la seconda resta a Bottas e Button.

### Risultati
Nella sessione di qualifica si è avuta questa situazione:
| Pos                         | Nº | Pilota            | Costruttore             | Q1       | Q2       | Q3       | Griglia |
| --------------------------- | -- | ----------------- | ----------------------- | -------- | -------- | -------- | ------- |
| 1                           | 44 | Lewis Hamilton    | Mercedes                | 1'38"759 | 1'38"338 | 1'38"513 | 1       |
| 2                           | 6  | Nico Rosberg      | Mercedes                | 1'39"076 | 1'38"606 | 1'38"713 | 2       |
| 3                           | 77 | Valtteri Bottas   | Williams-Mercedes       | 1'39"125 | 1'38"971 | 1'38"920 | 3       |
| 4                           | 22 | Jenson Button     | McLaren-Mercedes        | 1'39"560 | 1'39"381 | 1'39"121 | 4       |
| 5                           | 26 | Daniil Kvjat      | STR-Renault             | 1'40"074 | 1'39"296 | 1'39"277 | 5       |
| 6                           | 20 | Kevin Magnussen   | McLaren-Mercedes        | 1'39"735 | 1'39"022 | 1'39"629 | 11      |
| 7                           | 3  | Daniel Ricciardo  | Red Bull Racing-Renault | 1'40"519 | 1'39"666 | 1'39"635 | 6       |
| 8                           | 14 | Fernando Alonso   | Ferrari                 | 1'40"255 | 1'39"786 | 1'39"709 | 7       |
| 9                           | 7  | Kimi Räikkönen    | Ferrari                 | 1'40"098 | 1'39"838 | 1'39"771 | 8       |
| 10                          | 25 | Jean-Éric Vergne  | STR-Renault             | 1'40"354 | 1'39"929 | 1'40"020 | 9       |
| 11                          | 1  | Sebastian Vettel  | Red Bull Racing-Renault | 1'40"382 | 1'40"052 | N.D.     | 10      |
| 12                          | 27 | Nico Hülkenberg   | Force India-Mercedes    | 1'40"273 | 1'40"058 | N.D.     | 17      |
| 13                          | 11 | Sergio Pérez      | Force India-Mercedes    | 1'40"723 | 1'40"163 | N.D.     | 12      |
| 14                          | 21 | Esteban Gutiérrez | Sauber-Ferrari          | 1'41"159 | 1'40"536 | N.D.     | 13      |
| 15                          | 99 | Adrian Sutil      | Sauber-Ferrari          | 1'40"766 | 1'40"984 | N.D.     | 14      |
| 16                          | 8  | Romain Grosjean   | Lotus-Renault           | 1'42"526 | 1'41"397 | N.D.     | 15      |
| 17                          | 9  | Marcus Ericsson   | Caterham-Renault        | 1'42"648 | N.D.     | N.D.     | 16      |
| 18                          | 19 | Felipe Massa      | Williams-Mercedes       | 1'43"064 | N.D.     | N.D.     | 18      |
| 19                          | 10 | Kamui Kobayashi   | Caterham-Renault        | 1'43"166 | N.D.     | N.D.     | 19      |
| 20                          | 13 | Pastor Maldonado  | Lotus-Renault           | 1'43"205 | N.D.     | N.D.     | 21      |
| 21                          | 4  | Max Chilton       | Marussia-Ferrari        | 1'43"649 | N.D.     | N.D.     | 20      |
| Tempo limite 107%: 1'45"672 |    |                   |                         |          |          |          |         |

In grassetto sono indicate le migliori prestazioni in Q1, Q2 e Q3.

## Gara

### Resoconto
Alla partenza Nico Rosberg cerca di passare Lewis Hamilton: il tedesco però rovina le gomme ed è costretto subito a fermarsi ai box per sostituire gli pneumatici. Oltre al pilota della Mercedes va subito ai box anche Felipe Massa. I due retrocedono nelle ultime posizioni in classifica.
Dietro a Hamilton si pone Valtteri Bottas, seguito da Jenson Button, Fernando Alonso, Jean-Éric Vergne, Kevin Magnussen e le due Red Bull. Vergne perde subito tre posizioni, mentre sia Rosberg che Massa iniziano con una poderosa rimonta.
Al dodicesimo passaggio Daniel Ricciardo è il primo dei piloti di testa ad effettuare il cambio gomme. Al ventesimo giro Rosberg è già in zona punti, mentre due giri dopo Button effettua il suo pit stop, rientrando in gara al nono posto. La rimonta di Rosberg prosegue costante: al giro 24 il tedesco è già settimo. Nello stesso giro va al cambio gomme Vergne.
Al giro 26 e al giro 27, in successione, cambiano le gomme Fernando Alonso e Valtteri Bottas. Nel box della Scuderia Ferrari vi sono dei problemi col fissaggio di una ruota, tanto che lo spagnolo perde circa cinque secondi. Bottas rientra dietro a Vettel. Anche Lewis Hamilton cambia gli pneumatici, ma mantiene con comodo vantaggio la prima posizione.
Ora la classifica vede, dietro al britannico, Sebastian Vettel, seguito da Bottas, Rosberg, Button, Magnussen e Alonso. Felipe Massa, che era risalito in zona punti, effettua una seconda sosta al giro 28, retrocedendo in quattordicesima posizione.
Al giro 31 è il turno per Vettel di cambiare gli pneumatici. Il tedesco rientra quarto. Nello stesso giro Nico Rosberg passa Valtteri Bottas, e conquista il secondo posto.
La classifica, nelle prime posizioni, resta congelata fino al termine, con Rosberg che non effettua nessuna seconda sosta per cambiare ancora le gomme. Lewis Hamilton conquista la sua trentunesima vittoria: la Mercedes AMG F1, in forza di questi risultati diventa campione del mondo tra i costruttori per la prima volta, quattordicesimo della storia e primo team tedesco. Valtteri Bottas conquista il suo primo giro veloce in F1.

### Risultati
I risultati del Gran Premio sono i seguenti:
| Pos | Nº | Pilota            | Costruttore             | Giri | Tempo/Ritiro | Griglia | Punti |
| --- | -- | ----------------- | ----------------------- | ---- | ------------ | ------- | ----- |
| 1   | 44 | Lewis Hamilton    | Mercedes                | 53   | 1h31'50"744  | 1       | 25    |
| 2   | 6  | Nico Rosberg      | Mercedes                | 53   | +13"657      | 2       | 18    |
| 3   | 77 | Valtteri Bottas   | Williams-Mercedes       | 53   | +17"425      | 3       | 15    |
| 4   | 22 | Jenson Button     | McLaren-Mercedes        | 53   | +30"234      | 4       | 12    |
| 5   | 20 | Kevin Magnussen   | McLaren-Mercedes        | 53   | +53"616      | 11      | 10    |
| 6   | 14 | Fernando Alonso   | Ferrari                 | 53   | +1'00"016    | 7       | 8     |
| 7   | 3  | Daniel Ricciardo  | Red Bull Racing-Renault | 53   | +1'01"812    | 6       | 6     |
| 8   | 1  | Sebastian Vettel  | Red Bull Racing-Renault | 53   | +1'06"185    | 10      | 4     |
| 9   | 7  | Kimi Räikkönen    | Ferrari                 | 53   | +1'18"877    | 8       | 2     |
| 10  | 11 | Sergio Pérez      | Force India-Mercedes    | 53   | +1'20"067    | 12      | 1     |
| 11  | 19 | Felipe Massa      | Williams-Mercedes       | 53   | +1'20"877    | 18      |       |
| 12  | 27 | Nico Hülkenberg   | Force India-Mercedes    | 53   | +1'21"309    | 17      |       |
| 13  | 25 | Jean-Éric Vergne  | STR-Renault             | 53   | +1'37"295    | 9       |       |
| 14  | 26 | Daniil Kvjat      | STR-Renault             | 52   | +1 giro      | 5       |       |
| 15  | 21 | Esteban Gutiérrez | Sauber-Ferrari          | 52   | +1 giro      | 13      |       |
| 16  | 99 | Adrian Sutil      | Sauber-Ferrari          | 52   | +1 giro      | 14      |       |
| 17  | 8  | Romain Grosjean   | Lotus-Renault           | 52   | +1 giro      | 15      |       |
| 18  | 13 | Pastor Maldonado  | Lotus-Renault           | 52   | +1 giro      | 21      |       |
| 19  | 9  | Marcus Ericsson   | Caterham-Renault        | 51   | +2 giri      | 16      |       |
| Rit | 10 | Kamui Kobayashi   | Caterham-Renault        | 21   | Freni        | 19      |       |
| Rit | 4  | Max Chilton       | Marussia-Ferrari        | 9    | Sospensione  | 20      |       |
| WD  | 42 | Alexander Rossi   | Marussia-Ferrari        |      |              |         |       |

## Classifiche mondiali

### Piloti
| Pos | Pilota           | Punti |
| --- | ---------------- | ----- |
| 1   | Lewis Hamilton   | 291   |
| 2   | Nico Rosberg     | 274   |
| 3   | Daniel Ricciardo | 199   |
| 4   | Valtteri Bottas  | 145   |
| 5   | Sebastian Vettel | 143   |
| 6   | Fernando Alonso  | 141   |
| 7   | Jenson Button    | 94    |
| 8   | Nico Hülkenberg  | 76    |
| 9   | Felipe Massa     | 71    |
| 10  | Kevin Magnussen  | 49    |
| 11  | Sergio Pérez     | 47    |
| 12  | Kimi Räikkönen   | 47    |
| 13  | Jean-Éric Vergne | 21    |
| 14  | Romain Grosjean  | 8     |
| 15  | Daniil Kvjat     | 8     |
| 16  | Jules Bianchi    | 2     |

### Costruttori
| Pos | Costruttore             | Punti |
| --- | ----------------------- | ----- |
| 1   | Mercedes                | 565   |
| 2   | Red Bull Racing-Renault | 342   |
| 3   | Williams-Mercedes       | 216   |
| 4   | Ferrari                 | 188   |
| 5   | McLaren-Mercedes        | 143   |
| 6   | Force India-Mercedes    | 123   |
| 7   | STR-Renault             | 29    |
| 8   | Lotus-Renault           | 8     |
| 9   | Marussia-Ferrari        | 2     |